# 羽前沼沢駅
羽前沼沢駅（うぜんぬまざわえき）は、山形県西置賜郡小国町大字沼沢にある、東日本旅客鉄道（JR東日本）米坂線の駅である。

## 歴史
- 1933年（昭和8年）11月10日：米坂東線手ノ子 - 当駅間開通と共に開業[1][3]。
- 1935年（昭和10年）10月30日：当駅 - 小国間開通に伴い中間駅となる[3]。
- 1967年（昭和42年）8月28日：羽越豪雨により、全線不通。駅で団体客372人が取り残されて炊き出しを受ける[4]。
- 1983年（昭和58年）2月28日：CTC化に伴い、無人化[3][2]。
- 1984年（昭和59年）ごろ：駅舎を改築[5]。
- 1987年（昭和62年）4月1日：国鉄分割民営化により、東日本旅客鉄道の駅となる[1]。
- 2022年（令和4年）8月3日：豪雨災害の影響で当駅前後の区間が不通となり、営業休止[3]。

## 駅構造
単式ホーム1面1線を有する地上駅である。以前は相対式ホーム2面2線だったが、既にホーム、交換設備ともに撤去されている。
村上駅管理の無人駅となっている。駅舎は待合室の機能のみである。

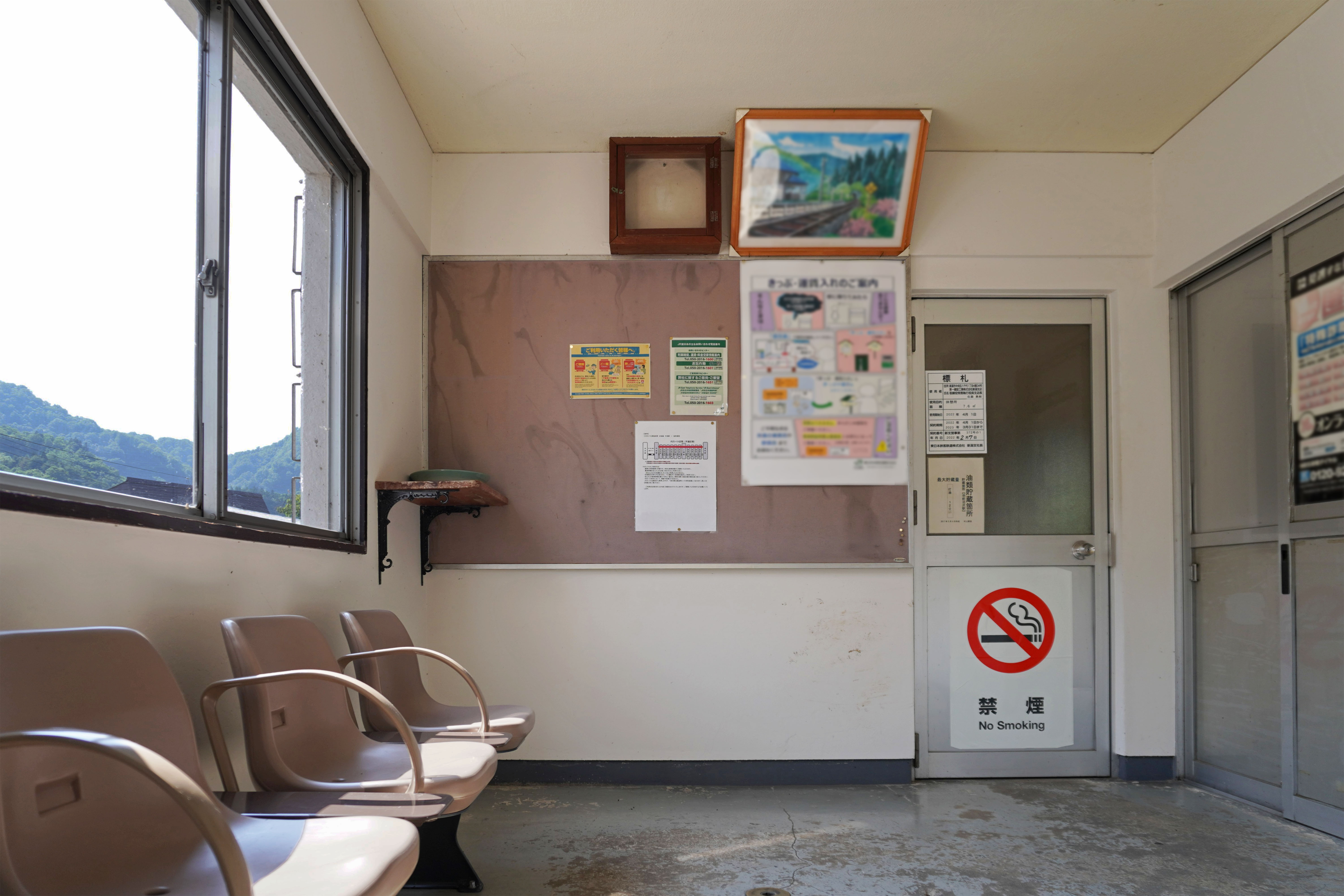
待合室（2023年7月）
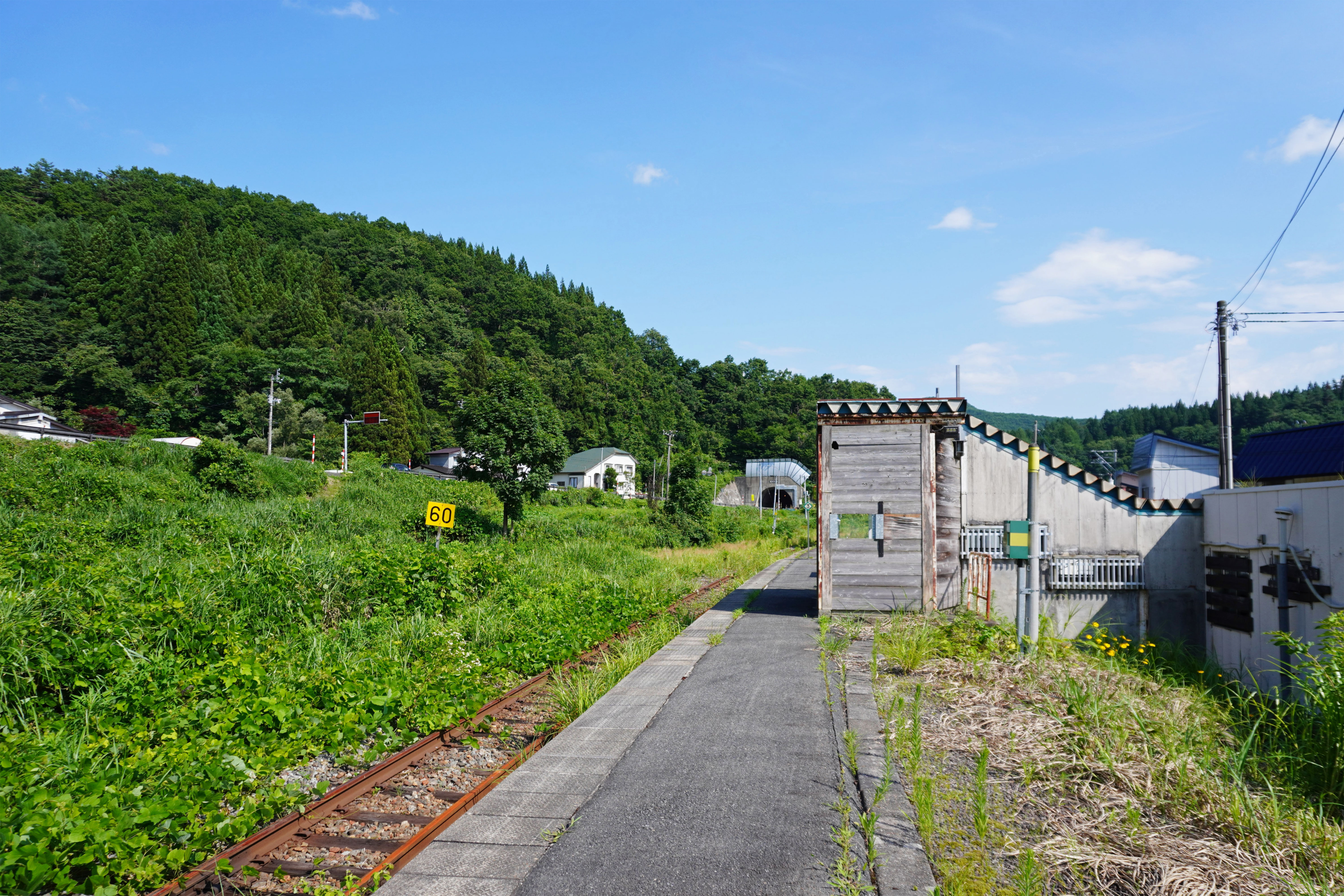
ホーム（2023年7月）

## 利用状況
「山形県の鉄道輸送」によると、2000年度（平成12年度）- 2004年度（平成16年度）の1日平均乗車人員の推移は以下のとおりであった。
| 乗車人員推移       | 乗車人員推移     | 乗車人員推移 |
| 年度               | 1日平均 乗車人員 | 出典         |
| ------------------ | ---------------- | ------------ |
| 2000年（平成12年） | 13               | [ 6 ]        |
| 2001年（平成13年） | 11               | [ 6 ]        |
| 2002年（平成14年） | 10               | [ 6 ]        |
| 2003年（平成15年） | 8                | [ 6 ]        |
| 2004年（平成16年） | 6                | [ 6 ]        |

## 駅周辺
- 国道113号
- 羽前津川郵便局
- 小国警察署沼沢駐在所

## 隣の駅
東日本旅客鉄道（JR東日本）
■米坂線（休止中）
手ノ子駅 - 羽前沼沢駅 - 伊佐領駅